# Abdallah al-Ayachi
Pour les articles homonymes, voir Ayachi.
Abdallah Ibn Mohammad Ibn Abi-Bakr al-Ayachi (en arabe : عبد الله بن محمد بن أبي بكر العياشي), plus connu sous le nom d'Abou Sâlim al-Ayachi (en arabe : أبو سالم العياشي), est un important littérateur, traditionniste, faqih et savant soufi marocain. Il est né en 1628 (1307 de l'Hégire) dans la tribu berbère des Aït-Ayach du Tadrart (Djebel el-Ayachi) dans le haut Atlas oriental près de Midelt et mourut en 1679 (1090 de l'Hégire).

## Biographie

### Enfance et enseignement
Abou Sâlim al-Ayyachi est né dans le Haut Atlas oriental où son père allait créer la Zaouïa de Sidi Hamza, dont il serait le Cheikh. Après des études de théologie à Fès, il a fait un séjour à la Zaouïa Naciria de Tamegroute pour compléter sa formation et s'initier au sein de la confrérie soufie. Il a vécu dans une période troublée de l'histoire du Maroc faisant la transition entre les dynasties saâdiennes et alaouites.

### Voyages
En 1648 (1059 AH.), il fait un premier pèlerinage à La Mecque, suivi d'un deuxième en 1653. C'est finalement le troisième pèlerinage en 1662 qu'il raconte dans son ouvrage le plus connu. Dans cette rihla, il décrit son itinéraire depuis la Zaouia de Sidi Hamza, par Sijilmassa, la hamada du Guir, l'oued Ghir, Tsabit dans l'oasis du Touat, Ouargla, Touggourt, et Tripoli. Il séjourne ensuite au Caire, à Médine, La Mecque, en Palestine et à Jerusalem avant son retour en 1663 dans sa zaouïa de départ, par Figuig. Durant ce voyage de retour, il est confronté à la peste qui tue certains de ses compagnons.

## Œuvres
Son œuvre la plus connue a pour titre ar-Rihla al Ayyachia dans laquelle il décrit son voyage de pèlerinage vers La Mecque en caravane à travers le désert, avec son itinéraire, des conseils pour d'autres voyageurs et des considérations sur des saints personnages ayant vécu dans les lieux traversés.
Il laisse aussi des ouvrages dans différents domaines culturels et religieux: livres sur le fiqh, le soufisme, trois recueil de poésie et deux catalogues sur la langue arabe (ou fihris).

## Héritage

### Zaouia de Sidi Hamza
La zaouia de Sidi Hamza est un édifice religieux fondé par son père, ou son grand-père, au pied du djebel Ayachi dans le Haut-Atlas oriental vers la fin du XVIe ou début XVIIe siècle. Siège d'une confrérie soufie conduite par des cheikhs qui sont les descendants du fondateur, elle se situe dans le village actuel de Zaouiat Sidi Hamza dans la province de Midelt. Elle est toujours en activité et une rénovation est en cours.

### Bibliothèque Abou Sâlim
Les manuscrits arabes collectés au fil des années sont toujours conservés dans une bibliothèque nommée en hommage au cheikh le plus fameux de la zaouia, Abou Salim Al-Ayachi. Des étudiants fréquentent toujours cette bibliothèque au XXIe siècle. Un catalogue manuscrit arabe d'une partie des ouvrages de cette bibliothèque, rédigé vers 1851, se trouve à la BNF de Paris, attribué longtemps par erreur à une mosquée de Fès.

### Sources
- (en) Nabil Matar, « AL-AYYASHI (1628-1679) Moroccan Sufi and Traveler », dans Jennifer Speake, Literature of Travel and Exploration: An Encyclopedia (Vol. 1),, Taylor & Francis, 2003 (ISBN 1579582478, lire en ligne), p. 52-53
- (en) Dale F. Eickelman et James Piscatori, Muslim Travellers : Pilgrimage, Migration and the Religious Imagination, Routledge, 2013 (lire en ligne), p. 84-85